# Anders Petersson Widberg

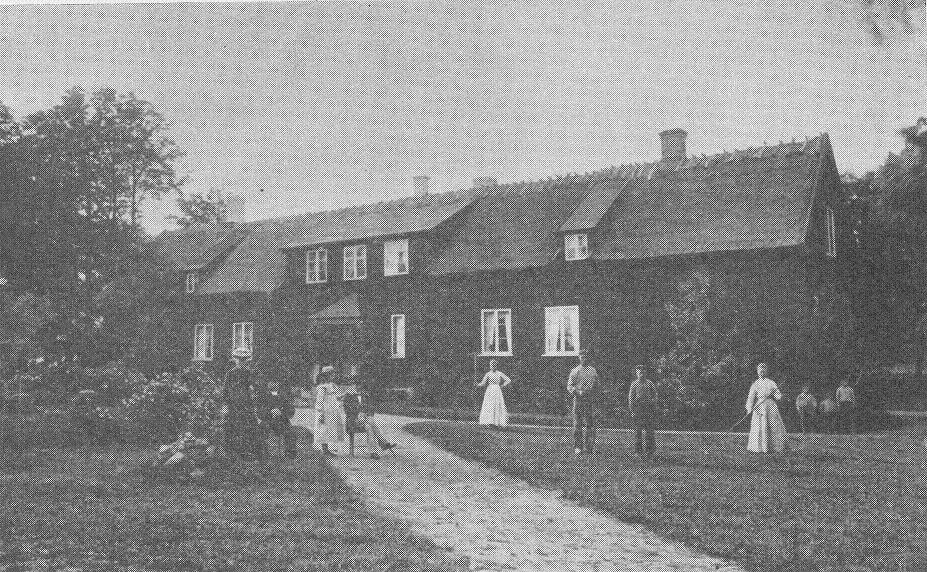
Okome gamla prästgård, riven under 1910-talet

Anders Petersson Widberg, född 9 januari 1752 i Örby socken, död 14 juni 1825 i Okome socken, Hallands län, var en svensk präst och tecknare. 
Han var son till åbon Peter Andersson Widberg och Anna Maria Ström och från 1790 gift med Helena Elisabeth Hegardt. Efter studier i Uppsala prästvigdes Widberg 1777 och blev kyrkoherde i Okome, Köinge och Svartrå församlingar 1797. Han omnämns ibland som Göteborgs stifts bästa predikanter på sin tid. Vid sidan av sitt arbete som präst var han verksam som tecknare och har tecknat av ett flertal kyrkor och vardagsföremål samt en karta över Göteborgs stift. Widberg är representerad vid Göteborgs stifts arkiv.    
Han kom från enkla förhållanden. Familjen flyttade 1753 i byn Vikulla i Fotskäls socken från vilken fadern senare upptog familjenamnet ”Widberg”. 
I samband med familjens flyttning kom Widberg som tioåring till Göteborg. Han började i Göteborgs Trivialskola 1765 och flyttades till gymnasium 1769. Åren 1774–1775 var han tidvis predikant i Västra Tunhems socken i Skara stift innan han påbörjade studier vid Uppsala Universitet 1775 för att slutligen prästvigas till Göteborgs stift den 31 december 1777. Han blev adjunkt i Skredsviks församling 1778, adjunkt i Uddevalla 1782, predikant vid Fattighuskyrkan i Göteborg 1789, tog pastoralexamen samma år och blev slutligen 1798 kyrkoherde i Okome församling.

## Teologen
Widberg var en erkänt framstående predikant och själasörjare. Han var kritisk mot det herrnhutiska inflytandet och representerade en mer ortodox inriktning, och kan sägas vara en av de teologer som beredde marken för den inomkyrkliga väckelserörelsen som inspirerades av Henric Schartau. Flera av förgrundsgestalterna inom den schartauanska rörelsen hade på olika sätt förbindelse med Widbergs pastorat.

## Förkunnaren
Widbergs predikningar var väl förberedda och utskrivna i sin helhet. Det mesta av hans homiletikiska produktion verkar ha blivit bevarad, huvudparten i Göteborgs stiftsarkiv. Några av hans predikningar utgavs redan under hans livstid. En intressant detalj är att han till varje predikan noga har valt och antecknat vilka psalmer som skulle sjungas vid varje tillfälle. Som så många andra präster vid denna tid skrev han även en katekesutläggning som dock aldrig gavs ut.

## Historikern
Widberg förde noggranna dagboksanteckningar fram till strax efter hans hustrus död 1810. Förutom information om familj och släktingar innehåller dessa anteckningar om hans församlingar och andra noteringar av kyrkohistoriskt intresse. Bland hans outgivna verk är bland annat en beskrivning över Okome pastorat.

## Tecknaren
Förutom många kyrkor har Widberg avritat fornminnen och stadsplaner. Från bevarade handlingar i olika arkiv kan man även dra slutsaten att han dessutom varit road av kalligrafi.

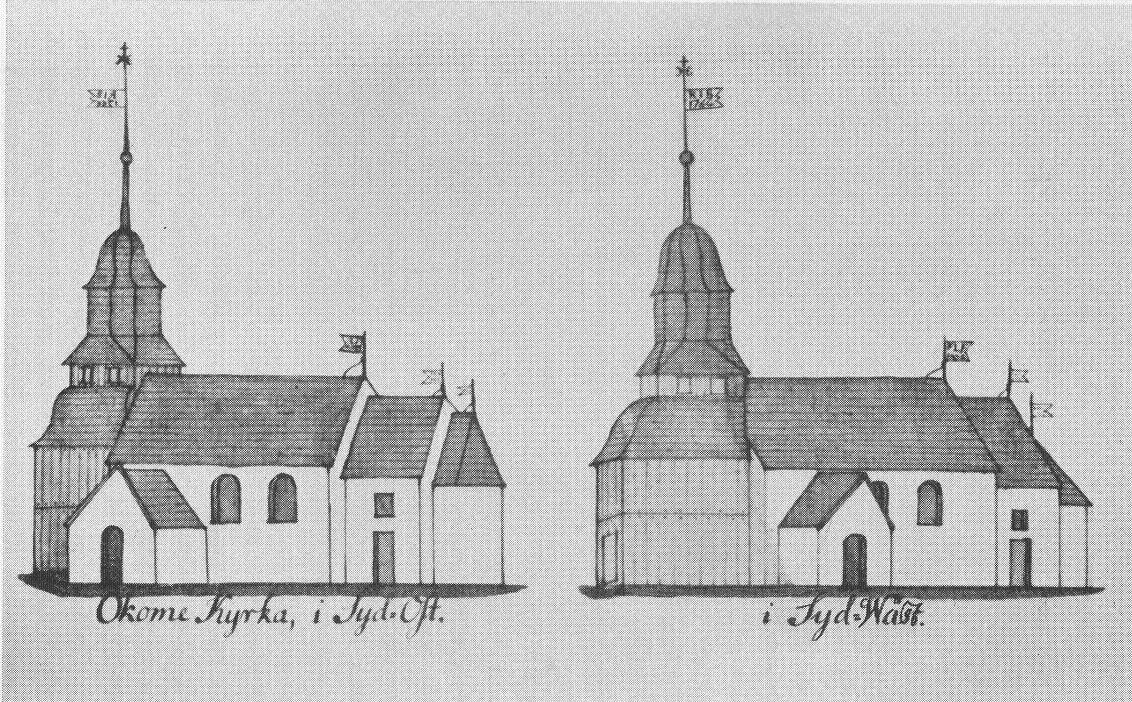
Okome gamla kyrka, avbildning av prosten Widberg vid slutet av 1790-talet.

## Familj
Anders Petersson Widberg gifte sig 14 maj 1790 med Helena Elisabet Hegardt (1767–1810), dotter till rådmannen i Uddevalla Josias Hegardt och hans första hustru Eva Beata Faxe. Makarna fick flera barn, men bara två nådde vuxen ålder, nämligen Peter Josias Widberg (1791–1840), utnämnd kyrkoherde i Kinna, och Johan Anders Widberg (född 1796), provinsialläkare och lasarettsläkare i Västerås.

### Fotnoter
1. ↑   Som predikant i Uddevalla, på den tiden en viktig köpstad, kom han genom sitt äktenskap att vinna insteg i en helt ny social krets, den stora och ganska förmögna Hegardtska släkten
2. ↑  Det i folkminnet länge bevarade omdömet i Okomebygden var att när prosten Widberg kom hit ”var det såsom en ängel kommit hit”
3. ↑  Från hans yngre år är predikningarna mycket långa, och tar över en timme att läsa upp, Under Okometiden blir de något kortare
4. ↑  ”Förklaring öfwer de Fem Hufwudstycken eller Delar uti Catechesen” (1806) Traditionerna från hans ämbetstid levde länge i Okome och hans katekesförklaring har i avskrifter länge cirkulerat i bygden
5. ↑  Tyvärr förstördes de omfattande dagboksanteckningarna vid slutet av 1800-talet, men en sammanfattning av särskilt intressanta uppgifter är bevarad och publicerad
6. ↑  ”Några Anmärkningar öfwer Okome Pastorat”
7. ↑  Även kyrkböckerna från hans tid är skrivna med en synnerligen vacker handstil, men samtidigt fyllda med skarpa omdömen som "en rätt elak, argsint och misstänksam gumma" och "en ganska lat bonde, som ock gärna ville supa" (citat ur dödboken för Okome 1807)